# Кузів Роман Михайлович

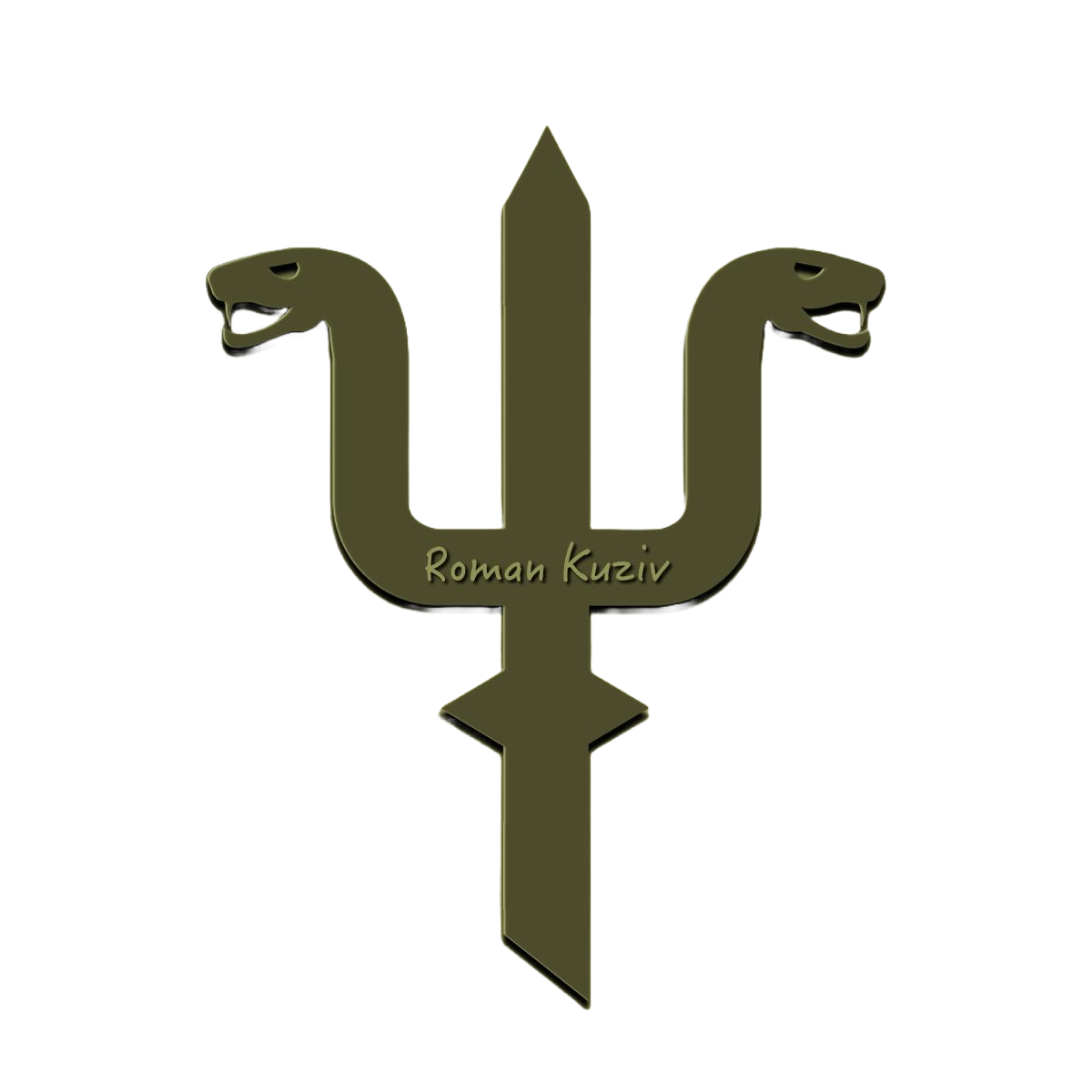
Логотип

Кузів Роман Михайлович — підполковник медичної служби Командування Медичних сил Збройних Сил України. Командир Запорізького військового госпіталю з 2022 року. 
З 2024 року - Командир Угрупування Сил і Засобів Медичних Сил "Схід" з зоною відповідальності у Дніпропетровській, Запорізькій, Донецькій, Луганській та Харківській областях. 

## Життєпис
У лавах Збройних сил України з 2017 року. Перебував на посадах ординатора операційного відділення, командира медичної роти та начальника медичної служби 10 окремої гірсько-штурмової бригади, офіцера відділу комплектування та призову ОВК ОК «Захід». Потім — заступником командира 66 військового мобільного госпіталю.
На початку вторгнення російських окупантів, на посаді командира 66 військового мобільного госпіталю з дислокацією у Донецькій області в умовах загрози оточення району розташування в зоні відповідальності операції військ Об’єднаних Сил зберіг управління особовим складом структурних підрозділів під час масового поступлення поранених та вогневого впливу противника. У зв’язку з погіршенням загальної оперативної обстановки на Луганському і Донецькому напрямку та термінового переміщення лікувальних фондів двох військових госпіталів сусідніх зон відповідальності на запасні райони розгортання, основні завдання медичного забезпечення бойових дій за його рішенням були прийняті до виконання 66 військовим мобільним госпіталем, який на той час залишився єдиною боєздатною структурною одиницею надання медичної допомоги Командування Медичних сил Збройних сил України на Східному напрямку оборони.
З 2022 — призначений командиром Запорізького військового госпіталю з зоною відповідальності у Дніпропетровській, Запорізькій та частково Донецькій областях південно-східного району проведення стабілізаційних дій Збройними Силами України, де в тісній взаємодії з військовою ланкою провів реорганізацію та адаптацію штатної структури військового госпіталю до умов ведення повномасштабної війни та розробив систему відстеження руху поранених.
У червні 2022 року на виконання рішення військово-політичного керівництва країни для медичного забезпечення великого обміну військовополоненими створив та очолив 25 мобільних екіпажів, особовий склад яких 29 червня 2022 року відбув для виконання завдання з обміну військовополоненими на тимчасово окуповану територію, що дозволило повернути додому 144 військовослужбовці, які перебували в полоні на «Азовсталі».
З метою організації медичного забезпечення контрнаступальних дій в зоні відповідальності оперативно-стратегічного угрупування військ «Таврія» спільно з військово-медичною ланкою провів координацію сил і засобів медичного забезпечення військового госпіталю в районах виконання завдань. Організував відповідно до умов обстановки та поставлених завдань взаємодію стабілізаційних пунктів підрозділів Сил оборони й лікарсько-сестринських бригад військового госпіталю впродовж лінії бойового зіткнення, налагодив систему лікувально-евакуаційних заходів, що надало позитивний результат з початком збільшення надходження поранених і травмованих військовослужбовців. 
З 2024 року - Командир Угрупування Сил і Засобів Медичних Сил "Схід" з зоною відповідальності у Дніпропетровській, Запорізькій, Донецькій, Луганській та Харківській областях. Перебуваючи на цій посаді, разом з групою військових медиків став ініціатором створення першої в Україні підземної ПХГ (передової хірургічної групи)  

## Талісман Благородного Невільника

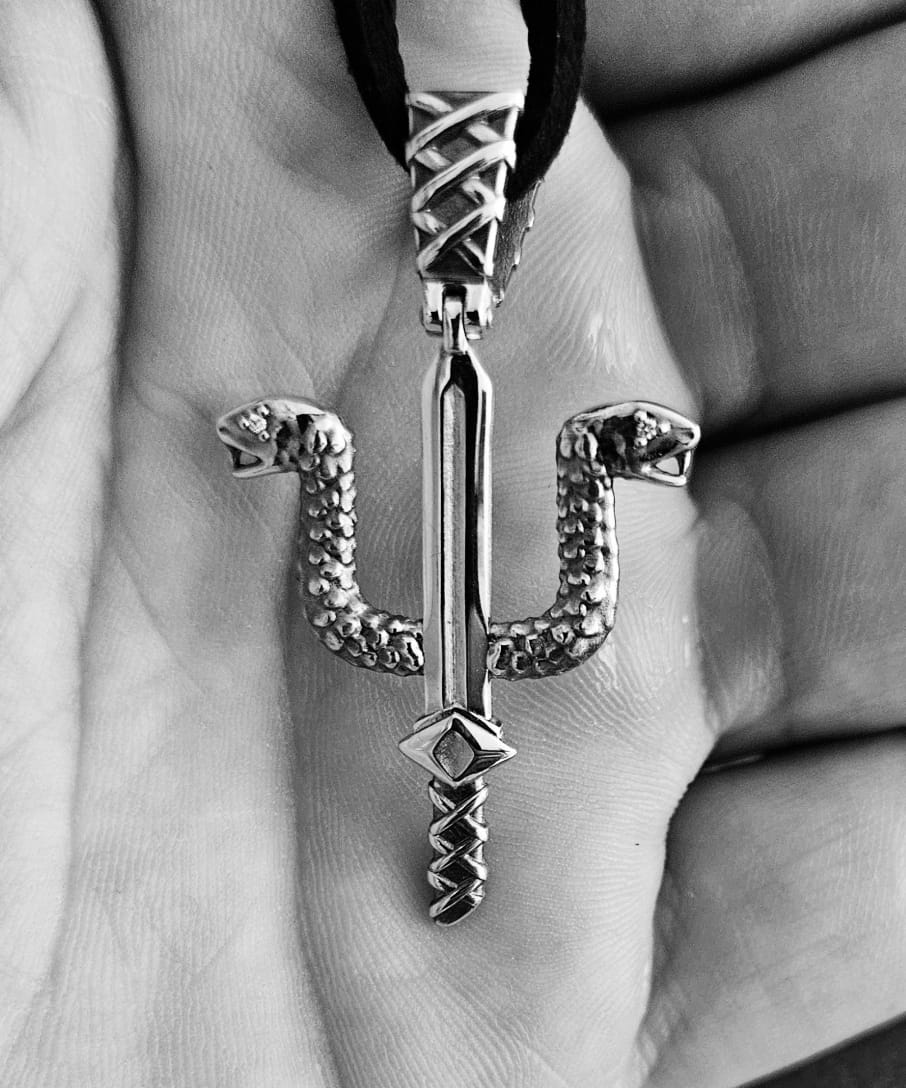
Талісман Благородного Невільника

Талісман Благородного Невільника - оберіг та легенда створені командиром Угрупування Сил і Засобів Медичних Сил "Схід" підполковником Командування Медичних сил Роман Кузів. За основу було взято та дещо перероблено лого розроблене для першого міжнародного конгресу військової медицини компанією MOKO, сам кулон реалізував відомий Український ювелірний дім Kochut. 
У світі, де війна стирає межі між страхом і відвагою, з’явився символ — Талісман Благородного Невільника. Він не лише прикраса чи амулет. Це — втілення ідеї, що навіть у найтемніший момент можна залишитися світлом.
Невільник — той, хто обрав служіння. Він не вільний у побуті, не вільний у виборі, але вільний у своєму рішенні: стояти до кінця, рятувати, мовчки виносити тягар чужого болю. Його шлях — це шлях самопожертви. Але саме ця жертва і робить його благородним.
За легендою, останній із врятованих воїнів помер у нього на руках і забрав із собою — туди, де вже немає бою. Його тіло лежало серед снігу, серед тиші, серед загиблих. І саме тоді, в момент смирення, до нього прийшла істота — Амфісбен, двоголовий змій із міфів, народжений із крові Горгони. Він не ніс загибель. Він ніс пошану. Оберігав мертвих. Огортав їх теплом, не давши безславно зникнути.
І коли Амфісбен наблизився, воїн почув:
«Вітаю тебе, благородний невільнику.
Я тут, щоб дати тобі свободу і прийняти тебе за володаря.»
Це була не смерть. Це було визнання.
Не поразка — а перехід.
Не втрата — а віднайдення себе.
Талісман нагадує: той, хто служив іншим —
не раб. Він володар своєї честі.
Саме тому талісман створено у вигляді змія Амфісбена — символа вічності, сили, переходу.
Талісман Благородного Невільника — це подяка.
Це пам’ять. Це тиша, що звучить голосніше за слова. 

## Нагороди

### Державні нагороди
1. Відзнака Президента України «Орден Богдана Хмельницького III ступеню». [10][11]
2. Відзнака Президента України «Орден Богдана Хмельницького II ступеню». [12]
3. Відзнака Президента України «За участь в антитерористичній операції».
4. Відзнака Президента України «За оборону України»
5. Грамота Верховної Ради України (2024)

### Відзнаки Міністерства оборони України
1. Нагрудний знак МОУ «За військову доблесть».
2. Відзнака МОУ України Медаль «Золотий Тризуб».
3. Медаль МОУ «Хрест медичних сил».
4. «Вогнепальна зброя».

### Відзнаки Начальника Генерального штабу — Головнокомандувача ЗС України
1. Нагрудний знак «Учасник АТО».
2. Нагрудний знак «За досягнення у військовій службі»

### Інші відзнаки
1. Відзнака Командувача об'єднаних сил «Козацький хрест» I ступеня.